# 와가군

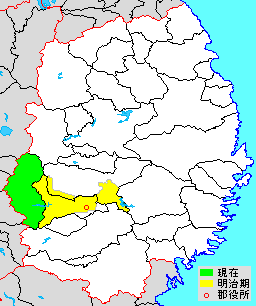
이와테현 와가군의 위치(초록:니시와가정)

와가군(일본어: 和賀郡, わがぐん)은 일본 이와테현(무쓰국·리쿠추국)의 군이다.
인구 4,378명, 면적 590.74km², 인구밀도 7.41명/km².(2025년 3월 1일, 추계인구)
이하 1정으로 구성된다.
- 니시와가정(西和賀町)

일본 내 최대급의 너도밤나무의 거목이 있는 원생림과 아키타현과의 현 경계를 이루는 해발 1,000m급의 산들에 의한 와가 산괴가 군 서부에 위치한다.

## 군역

### 와가군(제1차)
1878년 행정 구역으로 발족 당시의 군역은, 대체로 아래 구역에 해당한다.
- 기타카미시의 대부분
- 하나마키시의 일부
- 이사와군 가네가사키정의 일부
- 니시와가정 전역

### 와가군(제2차)
1897년 행정 구역으로 발족 당시의 군역은 제1차 와가군에서 기타카미시 아이사리마치와 이사와군 가네가사키정을 제외한 구역에 해당한다.

## 역사

### 와가군(제2차)
- 1878년 11월 26일 - 군구정촌 편제법이 이와테현에서 시행되면서, 행정 구역으로서의 와가군이 발족.
- 1879년 1월 4일 - 분할되어, 구로사와지리촌 외의 62촌 구역을 가지고 히가시와가군(東和賀郡)이, 사루하시촌 외의 7촌 구역을 가지고 니시와가군(西和賀郡)이 각각 발족. 이날 와가군(제1차)은 폐지됨.

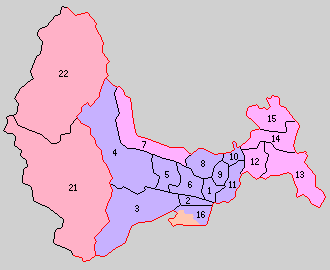
1.구로사와지리정 2.오니야나기촌 3.이와사키촌 4.요코카와메촌 5.후지네촌 6.에즈리코촌 7.사사마촌 8.이토요촌 9.후타코촌 10.사라키촌 11.다치바나촌 12.나카나이촌 13.다니나이촌 14.주니카부라촌 15.오야마다촌 21.유다촌 22.사와우치촌 (보라:기타카미시 분홍:하나마키시 빨강:니시와가정 16은 이사와군 아이사리촌)

- 1897년 4월 1일 - 군제 시행에 따라 니시와가군 및 히가시와가군의 대부분(아이사리촌을 제외)의 구역으로 와가군(제2차)이 발족.(1정 16촌)
  - 구 히가시와가군(1정 14촌) - 구로사와지리정(黒沢尻町), 오니야나기촌(鬼柳村), 이와사키촌(岩崎村), 요코카와메촌(横川目村), 후지네촌(藤根村), 에즈리코촌(江釣子村)(현 기타카미시), 사사마촌(笹間村)(현 하나마키시), 이토요촌(飯豊村), 후타코촌(二子村), 사라키촌(更木村), 다치바나촌(立花村)(현 기타카미시), 나카나이촌(中内村), 다니나이촌(谷内村), 주니카부라촌(十二鏑村), 오야마다촌(小山田村)(현 하나마키시)
  - 구 니시와가군(2촌) - 유다촌(湯田村), 사와우치촌(沢内村)(현 니시와가정)
- 1940년 12월 25일 - 주니카부라촌이 정제 시행과 개칭으로 쓰치자와정(土沢町)이 됨.(2정 15촌)
- 1949년 4월 1일 - 다치바나촌의 일부가 구로사와지리정에 편입.
- 1954년
  - 1월 1일 - 다치바나촌이 구로사와지리정에 편입.(2정 14촌)
  - 4월 1일 - 구로사와지리정·이토요촌·오니야나기촌·후타코촌·사라키촌이 이사와군 아이사리촌·에사시군 후쿠오카촌과 합병하여 기타카미시(北上市)가 발족, 군에서 이탈.(1정 10촌)
- 1955년
  - 1월 1일 - 쓰치자와정·오야마다촌·다니나이촌·나카나이촌이 합병하여 도와정(東和町)이 발족.(1정 7촌)
  - 4월 1일 - 이와사키촌·후지네촌·요코카와메촌이 합병하여, 와가촌(和賀村)이 발족.(1정 5촌)
  - 7월 1일 - 사사마촌이 하나마키시에 편입.(1정 4촌)
- 1956년 4월 1일 - 와가촌이 정제 시행으로 와가정(和賀町)이 됨.(2정 3촌)
- 1964년 8월 1일 - 유다촌이 정제 시행으로 유다정(湯田町)이 됨.(3정 2촌)
- 1991년 4월 1일 - 와가정·에즈리코촌이 기타카미시와 합병하여, 새로이 기타카미시(北上市)가 발족, 군에서 이탈.(2정 1촌)
- 2005년 11월 1일 - 유다정·사와우치촌이 합병하여, 니시와가정(西和賀町)이 발족.(2정)
- 2006년 1월 1일 - 도와정이 하나마키시·히에누키군 이시도리야정·오하사마정과 합병하여, 새로이 하나마키시(花巻市)가 발족, 군에서 이탈.(1정)

## 참고 문헌
- 《가도카와 일본 지명 대사전》 편집위원회, 편집. (1985년 2월 7일). 《가도카와 일본 지명 대사전》. 3 이와테현. 가도카와 쇼텐. ISBN 4040010302.